# 郵差

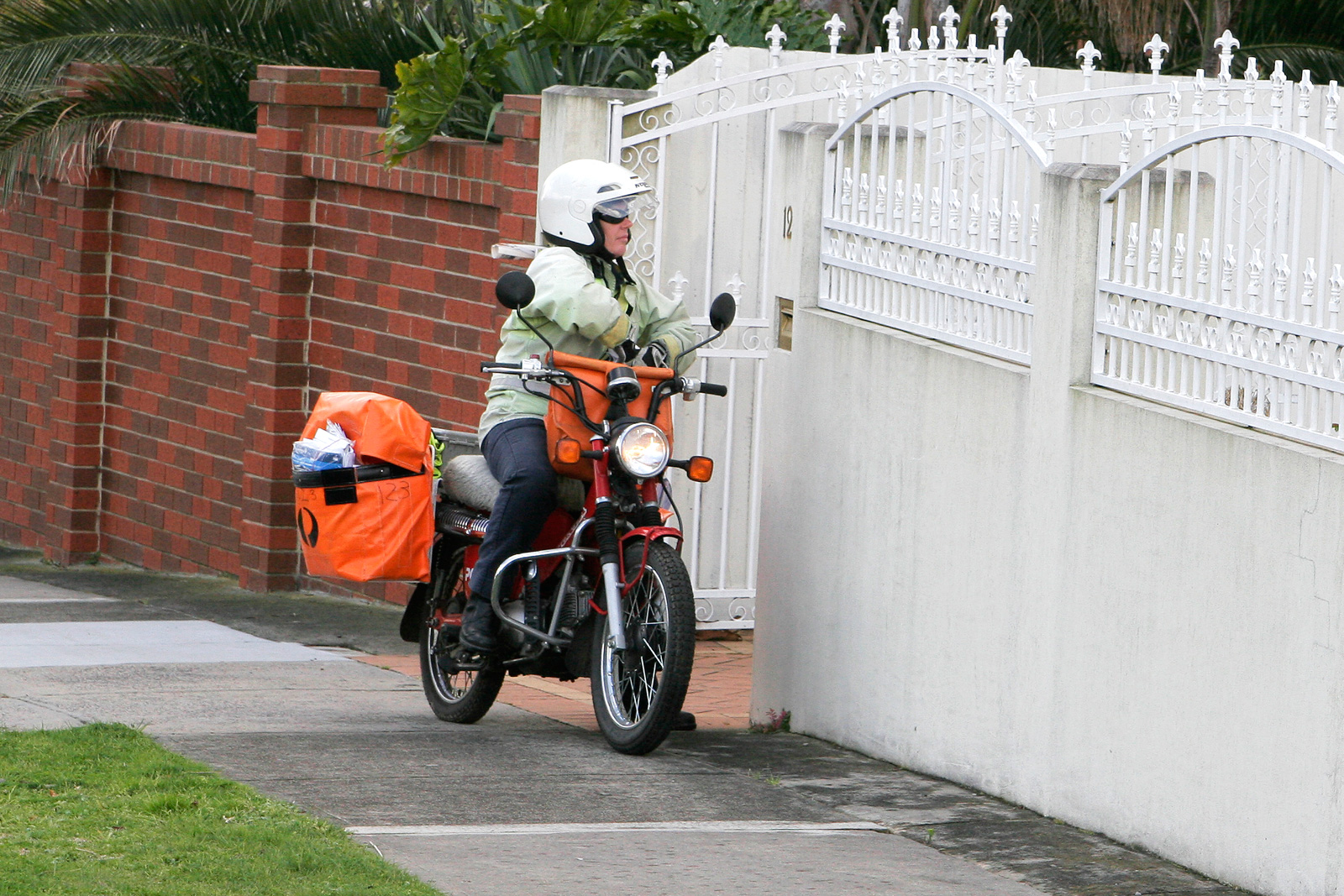
澳大利亚墨爾本的郵差

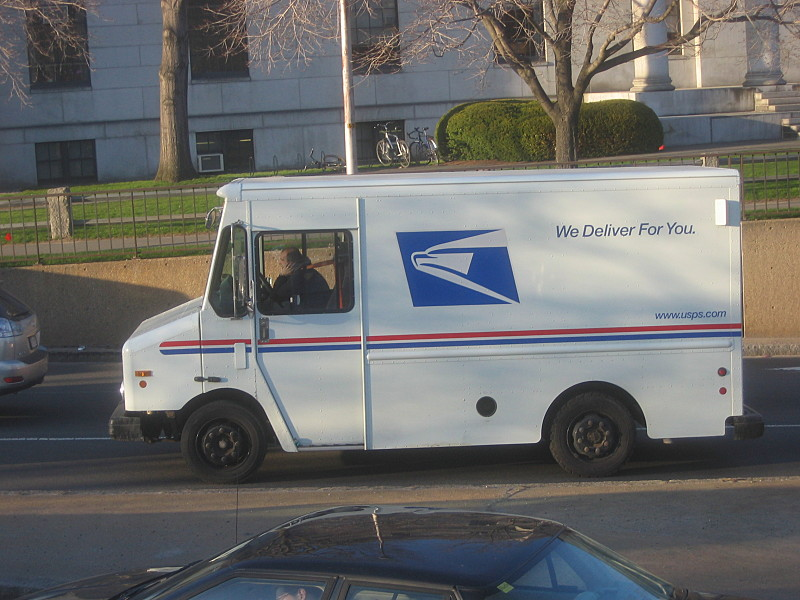
在劍橋街上的一輛USPS搬運車在哈佛广场。

郵差（英語：Mail carrier），又稱為郵遞員、郵務士，是種職業，負責郵遞及郵務的工作。

## 知名郵差
- 查理·布考斯基 - 德裔美國詩人
- 史提夫·卡爾 - 美國演員
- 莊翰生 - 英國工黨政治家
- 劉青雲 - 香港知名演藝人員，中學畢業後在當演員之前曾當過郵差
- 周润发

## 在虛構文化
- 郵差總是按對鈴 - 台灣電視劇。
- 海角七號 - 2008年台灣電影，主角是一名郵差。